# Anton Oliver
Anton David Oliver (Invercargill, 9 settembre 1975) è un ex rugbista a 15 neozelandese, per 11 stagioni tallonatore degli Highlanders in Super Rugby e internazionale per gli All Blacks tra il 1996 e il 2007.

## Biografia
Nato a Invercargill, nella regione di Southland, compì gli studi superiori a Blenheim (Marlborough), provincia per la quale esordì nel 1993 nel campionato nazionale provinciale neozelandese; l'anno seguente si trasferì a Dunedin e fu ingaggiato dalla provincia di Otago.
Nel 1995 la disciplina divenne professionistica e fu istituito il campionato SANZAR del Super Rugby; Oliver entrò nella neonata franchise degli Otago Highlanders, in seguito solamente Highlanders.
Esordì negli All Blacks nel 1997 in un test match contro Figi e prese parte alla Coppa del Mondo di rugby 1999 dove la Nuova Zelanda si classificò quarta; una serie di infortuni tra il 2002 e il 2005 lo tennero lontano dalla Nazionale e lo costrinsero a saltare la convocazione per la Coppa del Mondo di rugby 2003; fu tuttavia convocato nel 2007 per quella che fu l'ultima sua serie di apparizioni internazionali; già pochi mesi prima, infatti, Oliver aveva deciso di smettere con il rugby domestico per emigrare in Europa, e firmato un contratto biennale con il Tolone.
La squadra, in seconda divisione, si avvaleva del contributo di diversi ex internazionali come Andrew Mehrtens e Dan Luger, e nel 2008 fu promossa in Top 14; tuttavia Oliver, che nel frattempo era stato ammesso all'Università di Oxford per un master in conservazione e gestione delle biodiversità, decise di abbandonare definitivamente il rugby giocato; tuttavia, a Oxford, fu chiamato nella locale squadra di rugby per disputare l'annuale Varsity Match contro Cambridge a Twickenham, che Oxford vinse 33-29, il punteggio complessivo più alto nella storia ultracentennale del match.
L'ultimo incontro in assoluto fu il 31 gennaio 2009 a Llanelli nelle file dei Barbarians in occasione dell'inaugurazione del nuovo stadio degli avversari di giornata, gli Scarlets; in precedenza Oliver aveva già risposto ad altri inviti del club inglese nel 2003 e 2004, quando era stato escluso dalla nazionale neozelandese.
Dopo il ritiro, Oliver ha continuato gli studi, e vive a Londra; attento alle tematiche ambientali, è dirigente in una compagnia britannica di energie rinnovabili.